# Горна-Оряховица (аэропорт)
Аэропорт Горна-Оряховица — аэропорт в Северно-Центральном регионе Болгарии, расположен на приблизительно одинаковом расстоянии от крупнейших городов Болгарии: Софии, Варны, Русе, Пловдива, Стара-Загоры, Плевена, Бургаса.
Находится в 12 км от Велико-Тырново — старой столицы Болгарии.

## Пассажирооборот
| Год  | Кол-во пассажиров |
| ---- | ----------------- |
| 2000 | 0                 |
| 2001 | 336               |
| 2002 | 249               |
| 2003 | 288               |
| 2004 | 314               |
| 2005 | 331               |
| 2006 | 515               |
| 2007 | 301               |
| 2008 | 452               |
| 2009 | 234               |
| 2010 | 1048              |

Гражданская Авиационная Администрации Болгарии (http://caa.gateway.bg)

## Чартерные авиакомпании
- BH Air

## Грузовые авиакомпании
- Aviostart
- Bright Aviation Services
- Scorpion Air
- Vega Airlines